# Crystal Beach Cyclone
Crystal Beach Cyclone war eine Holzachterbahn in Crystal Beach (Ontario, Kanada), die 1926 eröffnet wurde. Sie gilt als eine der extremsten Achterbahnen, die jemals gebaut wurden. Das Layout war bestückt mit vielen Kurven und bis zu 80° steilen Abfahrten. Dabei dauerte die Fahrt nach dem Verlassen des 29 m hohen Lifthills lediglich 40 Sekunden. Es war eine Krankenschwester angestellt, die sich häufig um die Fahrgäste kümmerte, die während der Fahrt bewusstlos wurden. 1946 wurde die Bahn geschlossen. The Comet, welche 1948 eröffnet wurde, nutzte einen Großteil von Cyclones Schienen.